# Gentiana serra
Gentiana serra là một loài thực vật có hoa trong họ Long đởm. Loài này được Franch. mô tả khoa học đầu tiên năm 1884.